# ケヴィン・ムバブ
メリンゴ・ケヴィン・ムバブ（Melingo Kevin Mbabu、1995年4月19日 - ）は、スイス・シェヌ=ブジュリー出身のサッカー選手。フラムFC所属。スイス代表。ポジションはディフェンダー。

## クラブ経歴
ムバブが生まれたシェヌ＝ブジュリーのすぐ西にあるジュネーブのセルヴェットFCでキャリアをスタートさせる。2012年にトップチームに昇格し、9月26日のFCローザンヌ・スポルト戦でデビューを果たした。なお、このクラブでプレーしたのはこの試合のみである。
2013年1月31日にイングランド・プレミアリーグのニューカッスル・ユナイテッドFCに3年半契約で移籍した。また、移籍後しばらくはリザーブチームに所属していたため、2013-14シーズンのトップチーム出場記録は無い。
2015年2月2日、出場機会を求めスコティッシュ・プレミアリーグのレンジャーズFCへシーズン終了までレンタルしたが、1試合も試合に出場することが出来なかった。
復帰後の2015-16シーズンの2015年9月23日、EFLカップ3回戦のシェフィールド・ウェンズデイFC戦で移籍後初の公式戦出場を飾り、3日後のプレミアリーグ・チェルシー戦では先発出場し、フル出場をした。その後は、怪我が続き、思うような出場機会が得られなかった、シーズン終了と同時にクラブと2年間契約を延長した。
2016年8月23日、スイス・スーパーリーグのBSCヤングボーイズにシーズン終了までレンタルすることが決まった。8月28日にはリザーブチームで調整を行い、9月18日のスイス・カップ2回戦FCバツェンハイト戦で移籍後初出場、10月2日のFCザンクト・ガレン戦がリーグデビューとなった。12月3日に行われたFCバーゼルとの上位対決では移籍後初得点を決めている。このシーズンは公式戦通算24試合出場を果たしている。2017-18シーズンからは完全移籍に切り替わり、ヤングボーイズの32年ぶりとなるリーグ優勝の原動力となった。
2019年4月25日、シーズン終了時に、ブンデスリーガのVfLヴォルフスブルクに移籍することが決まった。
2022年7月27日、フラムFCと3年契約を結んだ。
2023年2月13日、古巣のセルヴェットFCにレンタル移籍。

## 代表経歴
生まれ故郷のスイス、また、コンゴとフランスの三カ国からナショナルチームを選択できたが、スイス代表を選択した。ユースカテゴリーではU-16から21代表に選出されていた。
2018年3月、6月に開催される2018 FIFAワールドカップの予備登録の35人に名を連ねたが、エントリーメンバーからは落選した。2018年9月8日、UEFAネーションズリーグのアイスランド代表と戦うスイス代表に招集され、この試合でフル代表デビューを飾った。

## 代表歴

### 出場大会
- スイス代表
  - 2018年 - UEFAネーションズリーグ2018-19
  - 2021年 - UEFA EURO 2020 (ベスト8)

### 代表
2022年6月5日現在
| スイス代表 | 国際Aマッチ | 国際Aマッチ |
| 年         | 出場        | 得点        |
| ---------- | ----------- | ----------- |
| 2018       | 3           | 0           |
| 2019       | 5           | 0           |
| 2020       | 1           | 0           |
| 2021       | 10          | 0           |
| 2022       | 3           | 0           |
| 合計       | 22          | 0           |